# Benzidin
Benzidin (bifenyl-4,4'-diamin) je karcinogenní aromatický derivát anilinu, používaný zejména k průmyslové syntéze barviv.

## Toxicita
Pro svou schopnost vyvolat rakovinu močového měchýře a rakovinu slinivky břišní je Mezinárodní agenturou pro výzkum rakoviny klasifikován jako lidský karcinogen - skupina 1.
Díky schopnosti benzidinu oxidovat se na modrou sloučeninu v přítomnosti krve byl používán k jejímu testování. Kvůli zjištěným kancerogenním účinkům byl však později vyřazen.

## Příprava
Základní surovinou pro výrobu benzidinu je nitrobenzen, který se nechá reagovat se zinkem v prostředí silné báze (nejčastěji s NaOH). Takto redukovaný nitrobenzen poskytuje difenylhydrazin, viz rovnice 1.
Následuje reakce v kyselém prostředí, kde dochází k benzidinovému přesmyku, viz rovnice 2.